# 칼 타고
칼 타고(Cartagine in fiamme, Carthage in Flames)는 프랑스에서 제작된 까르미네 갈로네 감독의 1960년 드라마, 액션, 모험 영화이다. 피에르 브라소 등이 주연으로 출연하였다.

## 출연

### 주연
- 피에르 브라소
- 안느 헤이우드